# Saint Clement
Saint Clement (jèrriais Saint Cliément, fr. Saint-Clément) – okręg (parish) na wyspie Jersey, jednej z Wysp Normandzkich. Okręg położony jest na południowym wybrzeżu wyspy. St. Clement jest najmniejszym pod względem powierzchni okręgiem (parish-em) na Jersey, ale zajmuje drugie miejsce pod względem gęstości zaludnienia.  
Parish Saint Clement podzielony jest jeszcze na trzy vingtaines (wioski): La Grande Vingtaine, La Vingtaine du Rocquier oraz La Vingtaine de Samarès.  